# 懲罰事犯
懲罰事犯（ちょうばつじはん）とは、日本国憲法や国会法の規定に基づいて、院内の秩序を乱したとして衆議院あるいは参議院に所属する国会議員に対して、懲罰を与えることが相当とみられる行為である。懲罰事犯については、各院の議長により懲罰委員会へ付託された上で本会議の議を経たのちに宣告される（国会法第121条）。議長自らが懲罰事犯と認めた事件あるいは各委員会の委員長が懲罰事犯と認めた事件について議長が職権で懲罰委員会へ付託する場合（衆議院規則第234条、参議院規則第234条）と、議員が国会法第121条第3項の規定に基づいて懲罰動議を提出することで議長によって懲罰委員会に付託される場合がある（衆議院規則第235条・第236条、参議院規則第237条・第238条）。

## 概要
衆参各院は憲法第58条第2項の規定に基づき、院内の秩序を乱した、とされる議員に対して懲罰を与えることができる。そのために提出される動議が懲罰委員会に付する動議である。議員懲罰権は各議院の権能のうちの自律的運営権に属し、憲法第58条2項本文は「両議院は、各々その会議その他の手続及び内部の規律に関する規則を定め、又、院内の秩序をみだした議員を懲罰することができる。」としており、議院懲罰権はその対象議員の所属する議院が独立して手続をすすめることになっている（憲法第58条、国会法第121条）。

## 懲罰の事由
憲法第58条第2項は懲罰事由について「院内の秩序を乱した」とのみ定めている。なお、一部の具体的行為については国会法あるいは議院規則により懲罰事犯として付託することとなっている。
- 国会法

下記の理由により議長が特に招状を発し、その招状を受け取った日から7日以内に、なお、故なく出席しない者（国会法第124条）
1. 正当な理由がなくて召集日から7日以内に召集に応じない
2. 正当な理由がなくて会議又は委員会に欠席した
3. 請暇の期限を過ぎた

- 衆議院規則
  - 議長の制止又は取消の命に従わない者（衆議院規則第238条）
- 参議院規則
  - 議長の制止若しくは発言取消の命又は委員長の制止若しくは発言取消の命に従わない者（参議院規則第235条）
  - 国会法第63条により公表しないものを他に漏した者（参議院規則第236条）

## 懲罰の手続

### 懲罰事犯に対する措置
- 本会議において懲罰事犯があるときは、議長は、休憩を宣告し若しくは散会・延会し又は事犯者を退場させることができる（衆議院規則第233条、参議院規則第232条）。
- 委員会において懲罰事犯があるときは、委員長は、これを議長に報告し処分を求めなければならない（国会法第121条第2項）。
- 会議及び委員会のほか議院内部において懲罰事犯があるときは、議長はこれを懲罰委員会に付する（衆議院規則第234条、参議院規則第234条）。

### 懲罰委員会への付託
- 議長による付託

議院において懲罰事犯があるときは、議長は、先ずこれを懲罰委員会に付し審査させる（国会法第121条第1項）。また、議員により懲罰動議が提出されたときは、議長は速かにこれを会議に付さなければならない（衆議院規則第236条1項、参議院規則第238条）。懲罰動議については、議長は討論を用いないで議院の決を採り、これを懲罰委員会に付する（衆議院規則第237条、参議院規則第238条）。
- 懲罰動議の提出

議員は、衆議院においては40人以上、参議院においては20人以上の賛成で懲罰の動議を提出することができる（国会法第121条第3項）。
- 付託・動議提出の期限
  - 原則として事犯があった日から3日以内に提出する（国会法第121条3項）。
  - 会期終了日又はその前日に生じた懲罰事犯についての例外（国会法第121条の2）

（1）議長が懲罰委員会に付することができなかった場合、（2）懲罰委員会に付されて閉会中審査の議決に至らなかった場合、（3）委員会の審査を終了し議院の議決に至らなかった場合については、議長は次の国会の召集の日から3日以内にこれを懲罰委員会に付することができる（同条第1項）。
（1）懲罰の動議を提出するいとまがなかった場合、（2）動議が提出され議決に至らなかった場合、（3）懲罰委員会に付され閉会中審査の議決に至らなかった場合、（4）委員会審査を終了し議院の議決に至らなかったものについては、議院は次の国会の召集の日から3日以内に懲罰の動議を提出することができる（同条第2項）。
ただし、これらの例外規定は、衆議院の場合には衆議院議員総選挙後最初に召集される国会において、参議院の場合には参議院議員通常選挙後最初に召集される国会において、前国会の会期終了日又はその前日における懲罰事犯については適用されない（同条第3項）。
  - 閉会中に委員会その他議院内部において生じた懲罰事犯についての例外（国会法第121条の3）

議長は次の国会の召集の日から3日以内にこれを懲罰委員会に付することができる（同条第1項）。また、議員は次の国会の召集の日から3日以内に懲罰の動議を提出することができる（同条第2項）。

### 懲罰委員会での審査・本会議での議決
懲罰に相当するか否かまず懲罰委員会で審査され、懲罰委員長により本会議へ報告されたのち本会議での議決となる。この際、議員は自己の懲罰事犯の会議及び委員会に列席することはできない。但し、議長又は委員長の許可を得て、自ら弁明し又は他の議員に代弁させることができる（衆議院規則第239条、参議院規則第240条）。また、懲罰委員会は議長を経由して本人及び関係議員の出席説明を求めることができる（衆議院規則240条、参議院規則第239条）。
議院の本会議において懲罰を議決したときは、それが秘密会であった場合においても、その懲罰の宣告については、議長は公開の議場でしなければならない（衆議院規則第247条、参議院規則第247条）。

## 懲罰の種類
懲罰の種類は国会法第122条に定められる。
- 公開議場における戒告
- 公開議場における陳謝

陳謝の文案は懲罰委員会が起草し、その報告書と共にこれを議長に提出する（衆議院規則第241条、参議院規則第241条）。なお、参議院規則では戒告の場合にも懲罰委員会が起草し、その報告書と共にこれを議長に提出することとなっている（参議院規則第241条）。
- 一定期間の登院停止 
  - 登院停止は30日を超えることができない。但し、数箇の懲罰事犯が併発した場合、既に登院を停止された者についてその停止期間内に更に懲罰事犯が生じた場合については除外される（衆議院規則第242条、参議院規則第242条）。
  - 登院を停止された者がその停止期間内に登院したときは、議長により退去が命じられる。その命に従わないときは、必要な処分をなし、更に懲罰委員会に付される（衆議院規則第244条、参議院規則第244条）。
- 除名
  - 衆議院規則では「議院の秩序をみだし又は議院の品位を傷つけ、その情状が特に重い者」を除名の対象として定める（衆議院規則第245条）。また、参議院規則では「議院を騒がし又は議院の体面を汚し、その情状が特に重い者」を除名の対象として定める（参議院規則第245条）。
  - 議員を除名するには、出席議員の3分の2以上の多数による議決を必要とする（憲法第58条第2項但書）。懲罰委員会が除名すべきものとして報告されたが、本会議で出席議員の三分の二以上の多数による議決の要件を満たされなかった場合、議院は懲罰事犯として他の懲罰を科することができる（衆議院規則第246条、参議院規則第246条）。
  - 両議院は除名された議員で選挙を経て再び当選した者を拒むことができない（国会法第123条）。

## 本会議による懲罰委員会への付託例
- 懲罰動議自体は1国会に数回～数十回提出されているが、正式の議題として本会議で懲罰委員会に付託された事例は少ない。以下に一覧を記す。
- ほとんどが衆議院におけるもので、参議院では1952年（昭和27年）から60年以上懲罰委員会への付託例がなかったが、2013年（平成25年）11月13日に、アントニオ猪木参議院議員について付託された[1]。

| 本会議 付託年月日          | 議院   | 議員             | 懲罰事由 | 懲罰委員会  | 懲罰委員会           | 本会議     | 本会議 |
| 本会議 付託年月日          | 議院   | 議員             | 懲罰事由 | 議決年月日  | 懲罰内容             | 議決年月日 | 結果   |
| -------------------------- | ------ | ---------------- | --- | ----------- | -------------------- | ---------- | ------ |
| 1947年（昭和22年）12月5日  | 衆議院 | 倉石忠雄※        | 11月20日、議長の許可なく登壇しようとし、制止した衛視を殴打したため。 | 12月8日     | 30日間の登院停止     | 12月9日    | 可決   |
| 1947年（昭和22年）12月5日  | 衆議院 | 有田二郎※        | 11月21日、議場内混乱に際し速記を妨害したため。 | 12月8日     | 30日間の登院停止     | 12月9日    | 可決   |
| 1947年（昭和22年）12月5日  | 衆議院 | 山口六郎次※      | 同上 | 12月8日     | 15日間の登院停止     | 12月9日    | 可決   |
| 1948年（昭和23年）12月11日 | 衆議院 | 外崎千代吉       | 繊維事件等の汚職事件について、具体的な国会議員の名を挙げて非難するなどの不穏当発言を行い、議長からの注意によって取り消したものの反省の態度が見られなかったため。             | 12月12日    | 公開議場における陳謝 | 12月12日   | 可決   |
| 1948年（昭和23年）12月13日 | 衆議院 | 泉山三六         | 国会キス事件。 |             | 審議未了廃案         |            |        |
| 1948年（昭和23年）12月18日 | 衆議院 | 外崎千代吉※      | 懲罰動議に基づく陳謝を拒否したため。 | 12月20日    | 公開議場における陳謝 | 12月22日   | 可決   |
| 1948年（昭和23年）12月23日 | 参議院 | 中西功           | 12月22日の本会議において、「この予算案は、これは徹頭撤尾インチキである」「公務員法を押しつけるような野郎」等の暴言をしたため。                                               | 12月23日    | 公開議場における戒告 | 12月23日   | 可決   |
| 1949年（昭和24年）4月19日  | 衆議院 | 林百郎           | 4月16日の本会議において、入江俊郎衆議院法制局長の発言を歪曲して引用したため。                                                                                                | 4月21日     | 公開議場における陳謝 | 4月23日    | 可決   |
| 1949年（昭和24年）5月20日  | 衆議院 | 立花敏男         | 議場内における暴力行為。 | 5月24日     | 30日間の登院停止     | 5月25日    | 可決   |
| 1949年（昭和24年）5月20日  | 衆議院 | 小西寅松         | 同上 | 5月24日     | 7日間の登院停止      | 5月25日    | 可決   |
| 1949年（昭和24年）5月20日  | 参議院 | 星野芳樹※        | 吉村隊事件の国会審議に関連し、他の議員に「軍国主義的」として辞職を迫るなどの行為。                                                                                           | 5月23日     | 公開議場における戒告 | 5月27日    | 可決   |
| 1949年（昭和24年）5月30日  | 参議院 | 蟹江邦彦         | 議院運営委員会における暴行、本会議場において議長の登壇を阻止。 | 10月31日    | 30日間の登院停止     | 10月31日   | 可決   |
| 1949年（昭和24年）5月30日  | 参議院 | 板野勝次         | 本会議場において議長の登壇を阻止。 | 10月31日    | 20日間の登院停止     | 10月31日   | 可決   |
| 1949年（昭和24年）5月30日  | 参議院 | 中西功           | 本会議場において議長の登壇を阻止、副議長の職務の執行を妨害。 | 10月31日    | 除名                 | 10月31日   | 否決   |
| 1949年（昭和24年）5月30日  | 参議院 | 中西功           | 本会議場において議長の登壇を阻止、副議長の職務の執行を妨害。 | 10月31日※2  | 30日間の登院停止     | 10月31日   | 可決   |
| 1949年（昭和24年）5月30日  | 参議院 | 金子洋文         | 副議長の職務の執行を妨害。 | 10月31日    | 25日間の登院停止     | 10月31日   | 可決   |
| 1949年（昭和24年）12月2日  | 衆議院 | 砂間一良         | 引揚促進決議案の賛成討論に際して、表向きは賛成を主張しながら実質的に反対の内容を主張したため。                                                                               | 12月3日     | 公開現場における陳謝 |            | 廃案   |
| 1950年（昭和25年）4月4日   | 参議院 | 小川友三※        | 4月2日の予算委員会および3日の本会議で予算案に反対の態度を表明しながら、採決で賛成票を投じたため。                                                                            | 4月7日      | 除名                 | 4月7日     | 可決   |
| 1951年（昭和26年）1月31日  | 衆議院 | 川上貫一         | 1月27日の本会議における施政方針に対する質問演説で日本共産党に関する宣伝を行い、占領政策を批判したため。                                                                      | 3月9日      | 公開議場における陳謝 | 3月24日    | 可決   |
| 1951年（昭和26年）3月24日  | 衆議院 | 川上貫一※        | 懲罰動議に基づく陳謝を拒否したため。 | 3月26日     | 除名                 | 3月29日    | 可決   |
| 1952年（昭和27年）3月4日   | 衆議院 | 川崎秀二         | 1月26日の本会議で、議長の許可を得ずに登壇し議事進行を妨害したため。 | 5月16日     | 5日間の登院停止      | (5月23日)  | 撤回   |
| 1952年（昭和27年）3月4日   | 衆議院 | 風早八十二       | 2月19日の予算委員会において委員長に暴行し、発言を妨害したため。 | (5月23日)   | 留保                 |            |        |
| 1952年（昭和27年）6月12日  | 衆議院 | 風早八十二       | 5月6日にメーデー騒擾事件に関して行われた緊急質問で、事実に反する発言をしたため。                                                                                             | 6月18日     | 公開議場における陳謝 | 6月26日    | 可決   |
| 1952年（昭和27年）6月12日  | 衆議院 | 林百郎           | 6月7日の本会議における日華平和条約に対する反対討論で、暴力革命を正当化する発言をしたため。                                                                                   | 6月18日     | 公開議場における陳謝 | 6月26日    | 可決   |
| 1952年（昭和27年）7月4日   | 参議院 | 岩間正男         | 6月28日の本会議において、破壊活動防止法案を先議する動議の採決を妨害したため。                                                                                                |             | 審議未了廃案         |            |        |
| 1952年（昭和27年）7月4日   | 参議院 | 兼岩伝一         | 同上 |             | 審議未了廃案         |            |        |
| 1952年（昭和27年）7月4日   | 参議院 | 三輪貞治         | 同上 |             | 審議未了廃案         |            |        |
| 1952年（昭和27年）7月4日   | 参議院 | 鈴木清一         | 同上 |             | 審議未了廃案         |            |        |
| 1952年（昭和27年）7月4日   | 参議院 | 江田三郎         | 同上 |             | 審議未了廃案         |            |        |
| 1952年（昭和27年）7月4日   | 参議院 | 岡田宗司         | 同上 |             | 審議未了廃案         |            |        |
| 1952年（昭和27年）7月4日   | 参議院 | 栗山良夫         | 同上 |             | 審議未了廃案         |            |        |
| 1952年（昭和27年）7月4日   | 参議院 | 中田吉雄         | 同上 |             | 審議未了廃案         |            |        |
| 1952年（昭和27年）7月4日   | 参議院 | 水橋藤作         | 同上 |             | 審議未了廃案         |            |        |
| 1952年（昭和27年）7月4日   | 参議院 | 河崎なつ         | 同上 |             | 審議未了廃案         |            |        |
| 1952年（昭和27年）7月4日   | 参議院 | 高田なほ子       | 同上 |             | 審議未了廃案         |            |        |
| 1952年（昭和27年）7月4日   | 参議院 | 小笠原二三男     | 同上 |             | 審議未了廃案         |            |        |
| 1952年（昭和27年）7月4日   | 参議院 | 木下源吾         | 同上 |             | 審議未了廃案         |            |        |
| 1952年（昭和27年）7月4日   | 参議院 | 島清             | 同上 |             | 審議未了廃案         |            |        |
| 1952年（昭和27年）7月4日   | 参議院 | 梅津錦一         | 同上 |             | 審議未了廃案         |            |        |
| 1952年（昭和27年）7月4日   | 参議院 | 菊川孝夫         | 同上 |             | 審議未了廃案         |            |        |
| 1952年（昭和27年）7月4日   | 参議院 | 吉田法晴         | 同上 |             | 審議未了廃案         |            |        |
| 1952年（昭和27年）7月31日  | 参議院 | 千葉信           | 両院協議会において国家公務員法の一部を改正する法律案の協議中に集団退席したことにより、定足数を欠き、事後の会議の運行が不可能になったため。                                   |             | 審議未了廃案         |            |        |
| 1952年（昭和27年）7月31日  | 参議院 | 森崎隆           | 同上 |             | 審議未了廃案         |            |        |
| 1952年（昭和27年）7月31日  | 参議院 | 村尾重雄         | 同上 |             | 審議未了廃案         |            |        |
| 1952年（昭和27年）7月31日  | 参議院 | 紅露みつ         | 同上 |             | 審議未了廃案         |            |        |
| 1953年（昭和28年）3月2日   | 衆議院 | 吉田茂           | 「バカヤロー」発言。 | （3月14日） | 審議未了廃案         |            |        |
| 1953年（昭和28年）8月4日   | 衆議院 | 篠田弘作         | 7月31日の国会乱闘において、春日一幸に対し瀬戸物の灰皿を投げつけたため。 | 8月7日      | 公開議場における陳謝 | 8月7日     | 可決   |
| 1953年（昭和28年）8月4日   | 衆議院 | 森三樹二         | 7月31日の国会乱闘において、議長の発言を妨害しマイクを破壊したため。 | 8月7日      | 懲罰事犯に該当せず   | 8月7日     | 可決   |
| 1953年（昭和28年）8月4日   | 衆議院 | 長正路           | 7月31日の国会乱闘において、篠田弘作に対し挑発的な暴力をふるったため。 | 8月7日      | 懲罰事犯に該当せず   | 8月7日     | 可決   |
| 1953年（昭和28年）8月4日   | 衆議院 | 伊藤卯四郎       | 同上 | 8月7日      | 懲罰事犯に該当せず   | 8月7日     | 可決   |
| 1954年（昭和29年）6月9日   | 衆議院 | 堤ツルヨ※        | 6月3日の本会議において、警察法改正案成立のための国会会期延長を強行しようとした政府側に対し、議長席の占拠、ピケ・ラインを張る、警官に暴行を加えるなどの議事妨害を行ったため。 | 6月15日     | 30日間の登院停止     | 6月15日    | 可決   |
| 1954年（昭和29年）6月9日   | 衆議院 | 山口シヅエ※      | 同上 | 6月15日     | 30日間の登院停止     | 6月15日    | 可決   |
| 1954年（昭和29年）6月9日   | 衆議院 | 大石ヨシエ       | 同上 | 6月15日     | 30日間の登院停止     | 6月15日    | 可決   |
| 1954年（昭和29年）6月9日   | 衆議院 | 萩元たけ子       | 同上 | 6月15日     | 30日間の登院停止     | 6月15日    | 可決   |
| 1954年（昭和29年）6月9日   | 衆議院 | 山崎始男         | 同上 | 6月15日     | 30日間の登院停止     | 6月15日    | 可決   |
| 1954年（昭和29年）6月9日   | 衆議院 | 小林進           | 同上 | 6月15日     | 30日間の登院停止     | 6月15日    | 可決   |
| 1954年（昭和29年）6月9日   | 衆議院 | 長正路           | 同上 | 6月15日     | 30日間の登院停止     | 6月15日    | 可決   |
| 1954年（昭和29年）6月9日   | 衆議院 | 山田長司         | 同上 | 6月15日     | 30日間の登院停止     | 6月15日    | 可決   |
| 1954年（昭和29年）6月9日   | 衆議院 | 三鍋義三         | 同上 | 6月15日     | 30日間の登院停止     | 6月15日    | 可決   |
| 1954年（昭和29年）6月9日   | 衆議院 | 西村力弥         | 同上 | 6月15日     | 30日間の登院停止     | 6月15日    | 可決   |
| 1954年（昭和29年）6月9日   | 衆議院 | 赤松勇           | 同上 | 6月15日     | 30日間の登院停止     | 6月15日    | 可決   |
| 1954年（昭和29年）6月9日   | 衆議院 | 横路節雄         | 同上 | 6月15日     | 30日間の登院停止     | 6月15日    | 可決   |
| 1954年（昭和29年）6月9日   | 衆議院 | 春日一幸         | 同上 | 6月15日     | 30日間の登院停止     | 6月15日    | 可決   |
| 1954年（昭和29年）6月9日   | 衆議院 | 稲富稜人         | 同上 | 6月15日     | 30日間の登院停止     | 6月15日    | 可決   |
| 1954年（昭和29年）6月9日   | 衆議院 | 勝間田清一       | 同上 | 6月15日     | 30日間の登院停止     | 6月15日    | 可決   |
| 1954年（昭和29年）6月9日   | 衆議院 | 佐竹新市         | 同上 | 6月15日     | 30日間の登院停止     | 6月15日    | 可決   |
| 1954年（昭和29年）6月9日   | 衆議院 | 池田禎治         | 同上 | 6月15日     | 30日間の登院停止     | 6月15日    | 可決   |
| 1954年（昭和29年）6月9日   | 衆議院 | 滝井義高         | 同上 | 6月15日     | 30日間の登院停止     | 6月15日    | 可決   |
| 1954年（昭和29年）6月9日   | 衆議院 | 大西正道         | 同上 | 6月15日     | 30日間の登院停止     | 6月15日    | 可決   |
| 1954年（昭和29年）6月9日   | 衆議院 | 山本幸一         | 同上 | 6月15日     | 30日間の登院停止     | 6月15日    | 可決   |
| 1954年（昭和29年）6月9日   | 衆議院 | 山口丈太郎       | 同上 | 6月15日     | 30日間の登院停止     | 6月15日    | 可決   |
| 1954年（昭和29年）6月9日   | 衆議院 | 杉村沖治郎       | 同上 | 6月15日     | 30日間の登院停止     | 6月15日    | 可決   |
| 1954年（昭和29年）6月9日   | 衆議院 | 高津正道         | 同上 | 6月15日     | 30日間の登院停止     | 6月15日    | 可決   |
| 1954年（昭和29年）6月9日   | 衆議院 | 野原覚           | 同上 | 6月15日     | 30日間の登院停止     | 6月15日    | 可決   |
| 1954年（昭和29年）6月9日   | 衆議院 | 成田知巳         | 同上 | 6月15日     | 30日間の登院停止     | 6月15日    | 可決   |
| 1954年（昭和29年）6月9日   | 衆議院 | 島上善五郎       | 同上 | 6月15日     | 30日間の登院停止     | 6月15日    | 可決   |
| 1954年（昭和29年）6月9日   | 衆議院 | 田中織之進       | 同上 | 6月15日     | 30日間の登院停止     | 6月15日    | 可決   |
| 1954年（昭和29年）6月9日   | 衆議院 | 伊藤卯四郎       | 同上 | 6月15日     | 30日間の登院停止     | 6月15日    | 可決   |
| 1954年（昭和29年）6月9日   | 衆議院 | 前田栄之助       | 同上 | 6月15日     | 30日間の登院停止     | 6月15日    | 可決   |
| 1954年（昭和29年）6月9日   | 衆議院 | 辻原弘市         | 同上 | 6月15日     | 30日間の登院停止     | 6月15日    | 可決   |
| 1954年（昭和29年）6月9日   | 衆議院 | 中村時雄         | 同上 | 6月15日     | 30日間の登院停止     | 6月15日    | 可決   |
| 1954年（昭和29年）6月9日   | 衆議院 | 久保田鶴松       | 同上 | 6月15日     | 30日間の登院停止     | 6月15日    | 可決   |
| 1954年（昭和29年）6月9日   | 衆議院 | 小平忠           | 同上 | 6月15日     | 30日間の登院停止     | 6月15日    | 可決   |
| 1954年（昭和29年）6月9日   | 衆議院 | 穂積七郎         | 同上 | 6月15日     | 30日間の登院停止     | 6月15日    | 可決   |
| 1954年（昭和29年）6月9日   | 衆議院 | 森三樹二         | 同上 | 6月15日     | 30日間の登院停止     | 6月15日    | 可決   |
| 1954年（昭和29年）6月9日   | 衆議院 | 淡谷悠蔵         | 同上 | 6月15日     | 30日間の登院停止     | 6月15日    | 可決   |
| 1954年（昭和29年）6月9日   | 衆議院 | 伊藤好道         | 同上 | 6月15日     | 30日間の登院停止     | 6月15日    | 可決   |
| 1954年（昭和29年）6月9日   | 衆議院 | 山花秀雄         | 同上 | 6月15日     | 30日間の登院停止     | 6月15日    | 可決   |
| 1954年（昭和29年）6月9日   | 衆議院 | 武藤運十郎       | 同上 | 6月15日     | 30日間の登院停止     | 6月15日    | 可決   |
| 1954年（昭和29年）6月9日   | 衆議院 | 浅沼稲次郎       | 同上 | 6月15日     | 懲罰事犯に該当せず   | 6月15日    | 可決   |
| 1954年（昭和29年）6月9日   | 衆議院 | 中居英太郎       | 同上 | 6月15日     | 30日間の登院停止     | 6月15日    | 可決   |
| 1954年（昭和29年）6月9日   | 衆議院 | 木下郁           | 同上 | 6月15日     | 30日間の登院停止     | 6月15日    | 可決   |
| 1954年（昭和29年）6月9日   | 衆議院 | 井手以誠         | 同上 | 6月15日     | 30日間の登院停止     | 6月15日    | 可決   |
| 1954年（昭和29年）6月9日   | 衆議院 | 伊瀬幸太郎       | 同上 | 6月15日     | 30日間の登院停止     | 6月15日    | 可決   |
| 1954年（昭和29年）6月9日   | 衆議院 | 西村栄一         | 同上 | 6月15日     | 30日間の登院停止     | 6月15日    | 可決   |
| 1954年（昭和29年）6月9日   | 衆議院 | 山下栄二         | 同上 | 6月15日     | 30日間の登院停止     | 6月15日    | 可決   |
| 1959年（昭和34年）12月17日 | 衆議院 | 浅沼稲次郎※      | 10月27日の安保改定阻止第八次統一行動デモ隊の国会構内乱入事件に際し、デモ隊を阻止しようとせず、一緒になって国会内に進入したため。                                             |             | 審議未了廃案         |            |        |
| 1959年（昭和34年）12月17日 | 衆議院 | 岡田春夫※        | 同上 |             | 審議未了廃案         |            |        |
| 1959年（昭和34年）12月17日 | 衆議院 | 柏正男※          | 同上 |             | 審議未了廃案         |            |        |
| 1959年（昭和34年）12月17日 | 衆議院 | 小林進※          | 同上 |             | 審議未了廃案         |            |        |
| 1968年（昭和43年）3月22日  | 衆議院 | 穂積七郎         | 3月6日の外務委員会において、佐藤栄作首相に対し「売国者」と発言したため。 | 4月9日      | 30日間の登院停止     | 4月12日    | 可決   |
| 1973年（昭和48年）5月10日  | 衆議院 | 小林政子         | 4月26日の物価問題特別委員会において、田中角栄首相が地位を利用して、友人に上越新幹線上毛高原駅予定地周辺の土地を買わせたと主張したことが、推測に基づく誹謗とされたため。      | 6月23日     | 20日間の登院停止     | 6月26日    | 可決   |
| 1976年（昭和51年）10月15日 | 衆議院 | 紺野与次郎       | 9月28日の本会議において、矢野絢也議員に対し「反共のイヌ」と野次を飛ばしたため。                                                                                              |             | 審議未了廃案         |            |        |
| 1994年（平成6年） 6月23日  | 衆議院 | 山口敏夫         | 予算委員長に目掛けて氷水を浴びせた為。 | 6月23日     | 公開議場における陳謝 | 6月29日    | 可決   |
| 2000年（平成12年）11月20日 | 衆議院 | 松浪健四郎※      | 本会議での討論中、演壇から議員席に向けてコップの水を振りまいたため。 | 11月27日    | 25日間の登院停止     | 11月28日   | 可決   |
| 2004年（平成16年）6月15日  | 衆議院 | 津村啓介         | 6月5日の参議院本会議において、参議院議会へ闖入及び参議院議長の議場入り妨害。                                                                                                 | 8月4日      | 公開議場における戒告 | 8月5日     | 可決   |
| 2006年（平成18年）3月2日   | 衆議院 | 永田寿康         | 堀江メール問題によるもの。 | （4月4日）  | 議員辞職による廃案   |            |        |
| 2007年（平成19年）6月8日   | 衆議院 | 内山晃           | 5月25日の厚生労働委員会における議事妨害、および5月30日の厚生労働委員会において桜田義孝委員長を羽交い締めにして委員長席から引きずり下ろした行為。                             | 6月18日     | 30日間の登院停止     | 6月19日    | 可決   |
| 2013年（平成25年）11月13日 | 参議院 | アントニオ猪木※2 | 議院運営委員会に許可なく、国会開会中に無断で朝鮮民主主義人民共和国に渡航・訪問した為。                                                                                       | 11月21日    | 30日間の登院停止     | 11月22日   | 可決   |
| 2018年（平成30年）7月20日  | 参議院 | 山本太郎※        | 議長の制止に従わず壇上で垂れ幕を掲げたため。 |             | 審議未了廃案         |            |        |
| 2018年（平成30年）7月20日  | 参議院 | 森裕子※          | 同上 |             | 審議未了廃案         |            |        |
| 2018年（平成30年）7月20日  | 参議院 | 糸数慶子※        | 同上 |             | 審議未了廃案         |            |        |
| 2023年（令和5年）2月8日    | 参議院 | ガーシー※3       | 当選以来、正当な理由なく海外に滞在し続けて一度も登院せず、議長の招状にも応じないため。                                                                                       | 2月21日     | 公開議場における陳謝 | 2月22日    | 可決   |
| 2023年（令和5年）3月8日    | 参議院 | ガーシー※        | 懲罰動議に基づく公開議場での陳謝に応じないため。 | 3月14日     | 除名                 | 3月15日    | 可決   |
| 2023年（令和5年）5月25日   | 衆議院 | 櫛渕万里※2       | 議長の制止に従わず壇上でプラカードを掲げたため。 | 5月31日     | 10日間の登院停止     | 6月1日     | 可決   |

※ 議長付託
※2 議院規則に基づく本会議での動議提出
※3 国会法第124条に基づく招状に応じなかったことによる議長付託